# Anisodes deremptaria
Anisodes deremptaria là một loài bướm đêm trong họ Geometridae.